# De Tomaso Mangusta
Der De Tomaso Mangusta war ein Sportwagen des italienischen Herstellers De Tomaso.

## Entwicklungsgeschichte

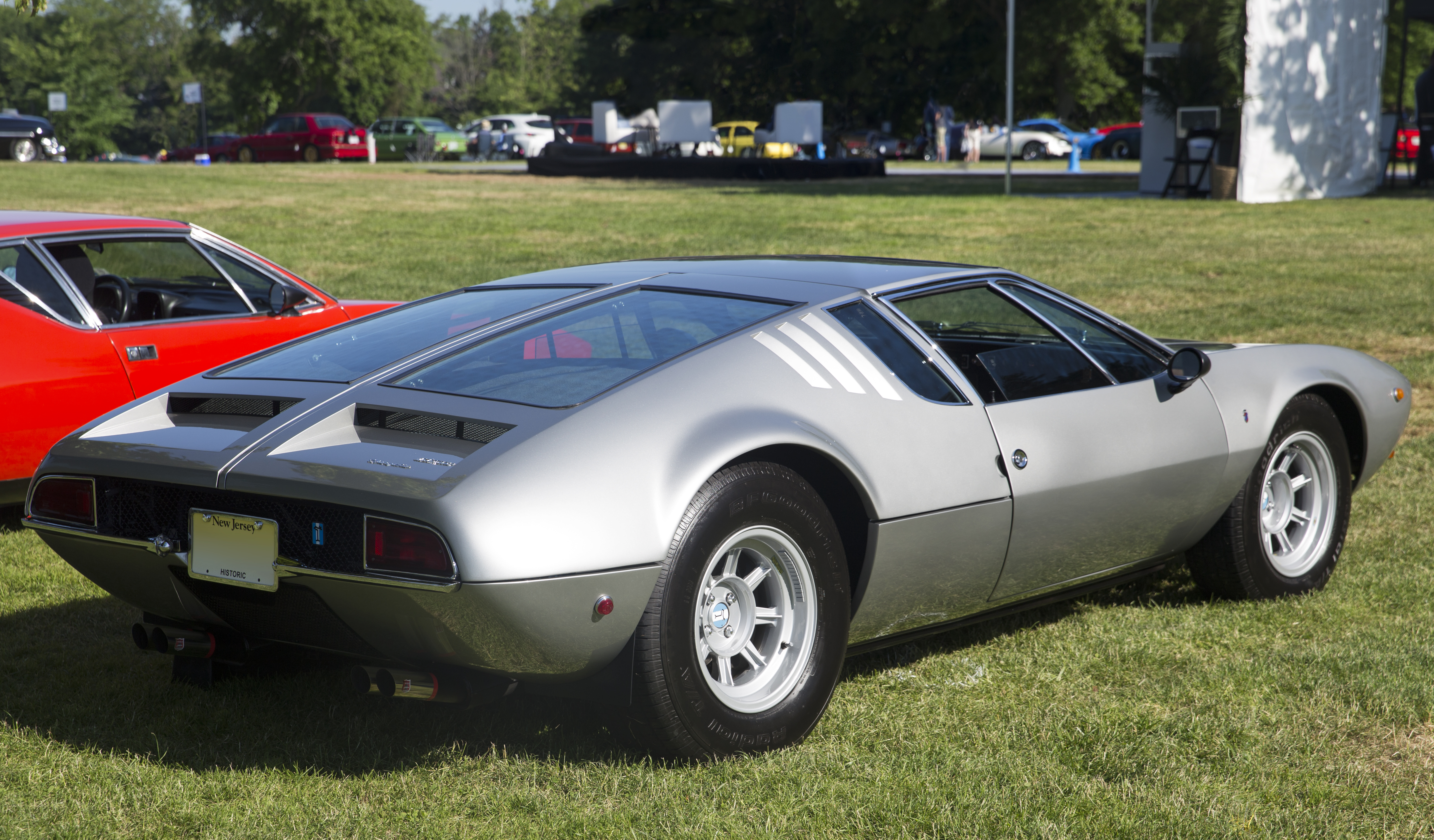
Heckansicht

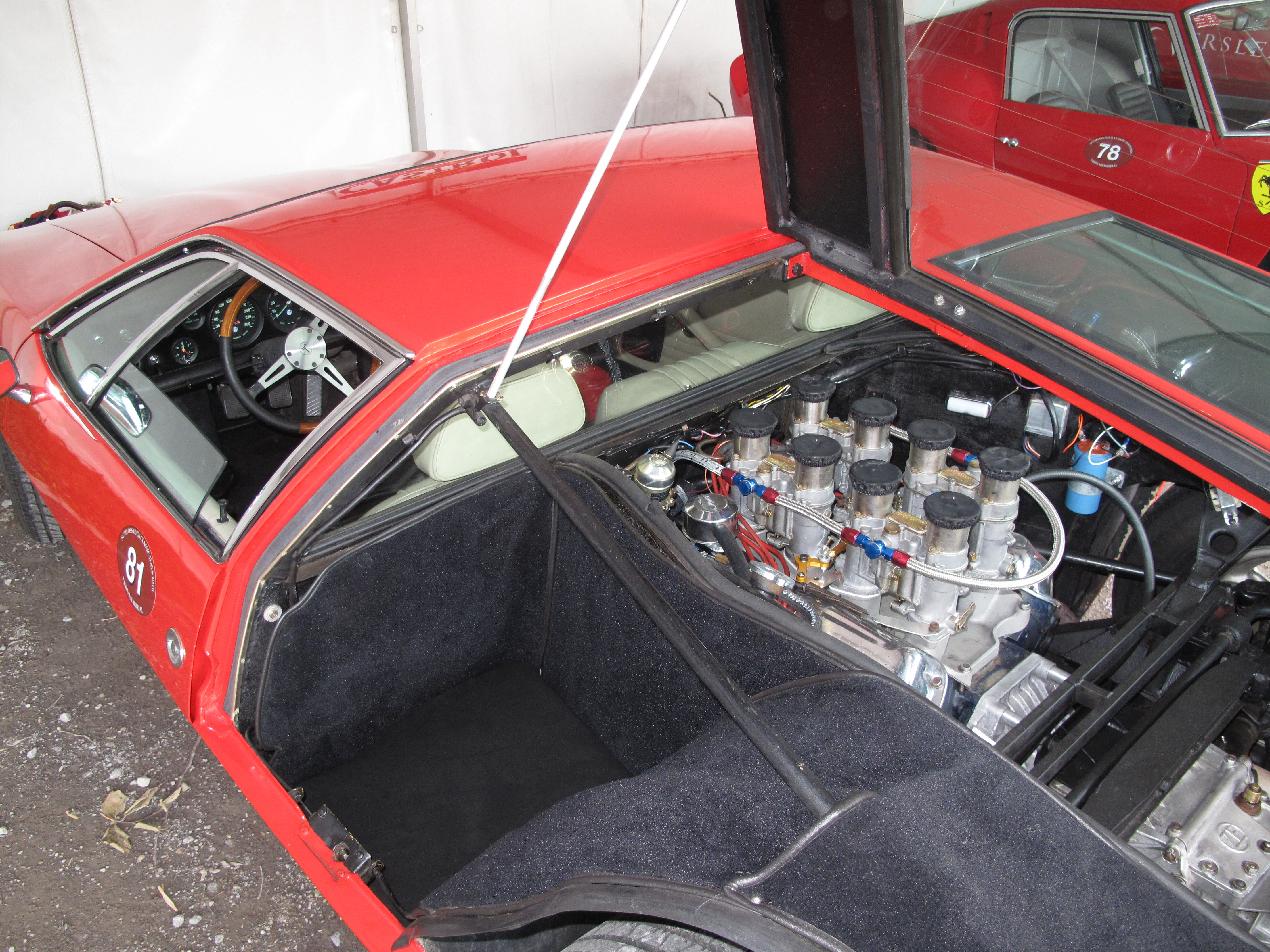
Motor

Der Mangusta von De Tomaso war – wie die meisten De Tomasos der 60er-Jahre – eine schwere Geburt, was an Carroll Shelby und dem Autobauer Ghia lag. De Tomaso experimentierte mit einem Sportwagen mit Zentralrohrrahmen auf Ford-V8-Basis für Carroll Shelby. Das war der 70P mit 5,7-Liter-Motor, der Motor sollte mittig sitzen und mit einem ZF-Getriebe verbunden sein. Zeitgleich hatte Giorgetto Giugiaro, damals Chefdesigner bei Ghia, eine aufsehenerregende Karosserie für Piero Rivolta bei Iso entworfen. Beide Projekte wurden 1966 aufgegeben.
Allerdings brachte Konstrukteur De Tomaso die beiden Konzepte später dennoch zusammen. Er konzipierte ein Mittelmotorcoupé mit dem Chassis des Vallelunga, das etwas verstärkt wurde, mit einer leicht veränderten Ghia-Karosserie und einer 4,7-Liter-Version des US-Ford-Motors – fertig war der Mangusta. „Mangusta“ ist das italienische Wort für den Mungo – ein kleines Säugetier, das in der Lage ist, giftige Kobras zu besiegen. Der Name „Mangusta“ signalisierte, dass dieses Auto ein ernstzunehmender Konkurrent für Carroll Shelbys Cobra sein sollte.
Der erste Prototyp hatte 1966 eine Glasfaserkarosserie, aber als der Mangusta ein Jahr später in Serie ging, wurde er mit einer Ghia-Karosserie aus einem Stahlgerippe mit Aluminiumbeplankung gebaut. Technisch und optisch wirkte er wie ein typisch italienischer Sportwagen, aber er war ein gezähmtes Rennfahrzeug. Die Motorhaube war geteilt, sie bestand aus zwei längs zur Fahrtrichtung aufschlagenden Flügeltüren mit den Heckfenstern. Darunter war der Motor zu sehen. 
Die Gewichtsverteilung war alles andere als gut (68 % lagen auf der Hinterachse), er hatte eine enge Fahrgastzelle, die vom Motor stark aufgeheizt wurde, und die Windschutzscheibe war dem Fahrer sehr nahe. Wie beim Vallelunga schien auch der Zentralrohrrahmen des Mangusta zu weich zu sein, außerdem war das Fahrverhalten problematisch, jedoch waren die Fahrleistungen unumstritten.
Die Karosserie ist einen Blick wert, zum Beispiel die längs in der Mitte geteilte Heckklappe als Flügeltüren. Mit viel Liebe zum Detail konstruiert und einer guten Verarbeitung hätte der Mangusta damals eine Sensation werden können. Aber so, wie er verkauft wurde, war er bei Nässe beinahe unkontrollierbar und bei hohen Geschwindigkeiten vorne unangenehm leicht. 
In den vier Produktionsjahren wurden nur 400 Mangustas gebaut.

## Die zweite Auflage
Zwischen 1996 und 2002 entstand ein weiteres Auto mit dem Namen De Tomaso Mangusta. Hierbei handelte es sich um eine Neuentwicklung De Tomasos, die 1995 unter der Bezeichnung Biguà vorgestellt worden war. De Tomaso verkaufte die Rechte an dem Fahrzeug an Kjell Qvale, der das Auto ab 1999 in einem eigenen Werk in Modena herstellte. Einem geschickten Schachzug Alejandro de Tomasos war es zu verdanken, dass der Wagen nicht als De Tomaso Mangusta verkauft werden durfte: Qvale hatte die Rechte an der Konstruktion und am Namen Mangusta erworben, nicht aber die Nutzungsrechte an dem Namen De Tomaso. In der Folgezeit wurde der Wagen daher als Qvale Mangusta verkauft, ein unbekannter, wenig attraktiver Name, der für den wirtschaftlichen Misserfolg des Fahrzeugs in nicht unerheblichem Maße verantwortlich war.

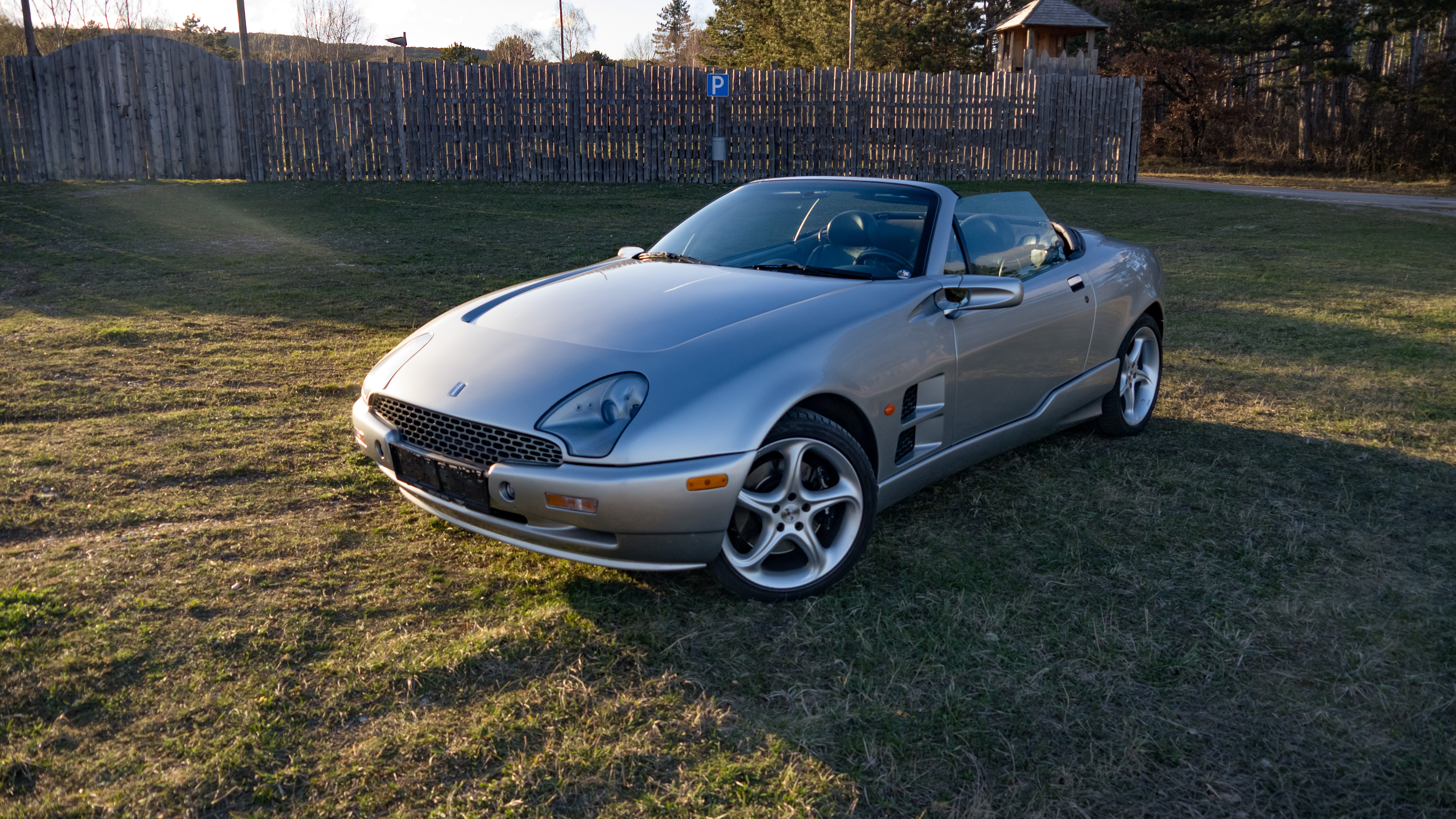
Mangusta Prototyp
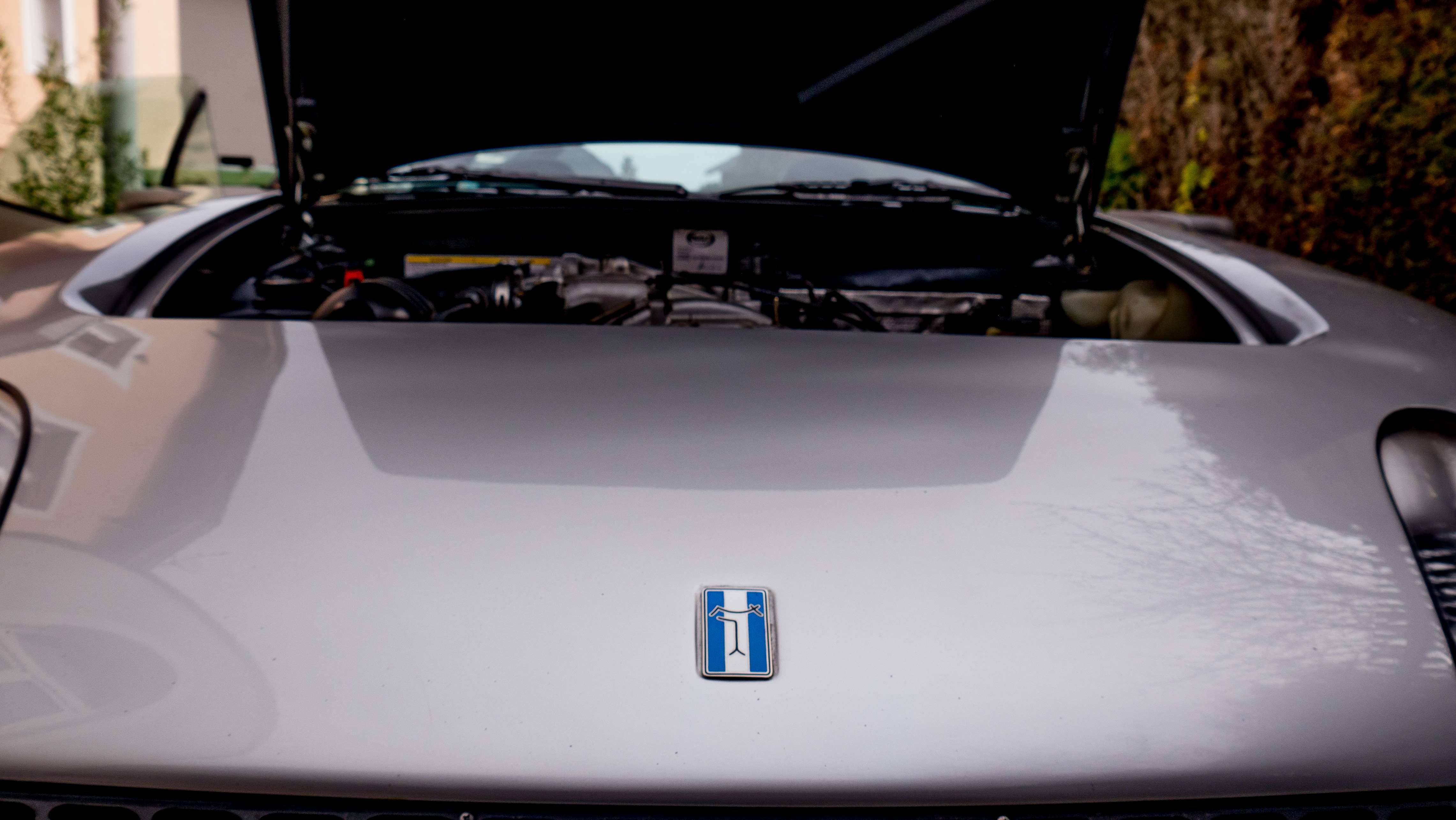
Logo des De Tomaso Prototyp
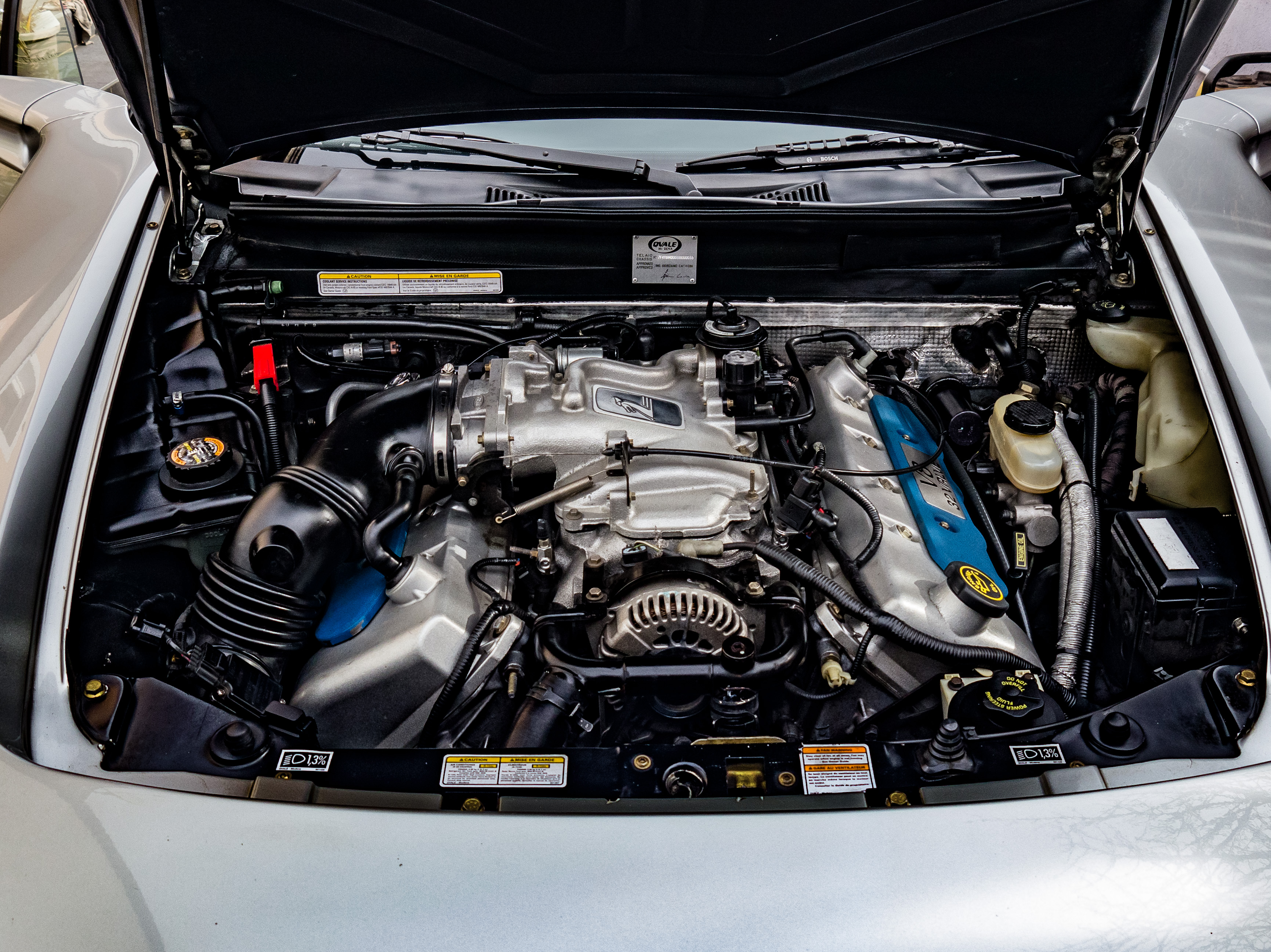
Motorraum des Mangusta Prototyp